# Estrella de Bessèges 2020
La 50.ª edición de la competición ciclista Estrella de Bessèges (llamado oficialmente Etoile de Bessèges) fue una carrera de ciclismo en ruta por etapas que se celebró entre el 5 y el 9 de febrero de 2020 en Francia con inicio en la ciudad de Bellegarde y final en la ciudad de Alès, sobre una distancia total de 610,9 km.
La carrera formó parte del UCI Europe Tour 2020, calendario ciclístico de los Circuitos Continentales UCI dentro de la categoría 2.1. El vencedor final fue el francés Benoît Cosnefroy del AG2R La Mondiale. Completaron el podio, como segundo y tercer clasificado respectivamente, el italiano Alberto Bettiol del EF y el también francés Alexys Brunel del Groupama-FDJ.

## Equipos participantes
Tomaron parte en la carrera 20 equipos: 7 de categoría UCI WorldTeam invitados por la organización, 8 de categoría UCI ProTeam, y 5 de categoría Continental. Formaron así un pelotón de 139 ciclistas de los que acabaron 114. Los equipos participantes fueron:
| WorldTeams (7)- AG2R La Mondiale - Groupama-FDJ - Cofidis - NTT Pro Cycling - CCC Team - Trek-Segafredo - EF Pro Cycling ProTeams (8)- B&B Hotels-Vital Concept p/b KTM - Arkéa-Samsic - Nippo Delko One Provence - Total Direct Énergie - Circus-Wanty Gobert - Sport Vlaanderen-Baloise - Alpecin-Fenix - Bingoal-Wallonie Bruxelles Equipos continentales (5)- Saint Michel-Auber 93 - Natura4Ever-Roubaix Lille Métropole - Equipo Kern Pharma - Cambodia Cycling Academy - Beltrami TSA-Marchiol |
| |

## Recorrido
La Estrella de Bessèges dispuso de cinco etapas dividido en una etapa llana, tres de media montaña, y una contrarreloj individual para un recorrido total de 610,9 kilómetros.
| Etapa     | Fecha    | Recorrido                      | type                    | Distancia (km) | Desnivel (m) | Ganador         | Líder            |
| --------- | -------- | ------------------------------ | ----------------------- | -------------- | ------------ | --------------- | ---------------- |
| 1.ª etapa | 5 de feb | Bellegarde – Bellegarde        | etapa llana             | 139,56         | 750 m        | Alexys Brunel   | Alexys Brunel    |
| 2.ª etapa | 6 de feb | Milhaud – Poulx                | etapa escarpada         | 158,31         | 1959 m       | Magnus Cort     | Alexys Brunel    |
| 3.ª etapa | 7 de feb | Bessèges – Bessèges            | etapa escarpada         | 162,24         | 414 m        | Dries De Bondt  | Alexys Brunel    |
| 4.ª etapa | 8 de feb | puente del Gard – Mont Bouquet | etapa escarpada         | 139,68         | 2689 m       | Ben O'Connor    | Benoît Cosnefroy |
| 5.ª etapa | 9 de feb | Alès – Alès                    | contrarreloj individual | 10,88          | 278 m        | Alberto Bettiol | Benoît Cosnefroy |

## Desarrollo de la carrera

### 1.ª etapa
| Bellegarde - Bellegarde | etapa llana | (139,56 km) |

| \| Clasificación de la etapa \| Clasificación de la etapa \| Clasificación de la etapa \| Clasificación de la etapa \| Clasificación de la etapa \| \| Ciclista \| Ciclista \| Equipo \| Tiempo \| \| \| ------------------------- \| ------------------------- \| -------------------------------- \| ------------------------- \| ------------------------- \| \| 1.º \| Alexys Brunel \| Groupama-FDJ \| 3 h 20 min 43 s \| \| \| 2.º \| Benoît Cosnefroy \| AG2R La Mondiale \| + 1 s \| \| \| 3.º \| Edward Planckaert \| Sport Vlaanderen-Baloise \| + 3 s \| \| \| 4.º \| Alex Kirsch \| Trek-Segafredo \| + 5 s \| \| \| 5.º \| Scott Thwaites \| Alpecin-Fenix \| + 8 s \| \| \| 6.º \| Kevin Geniets \| Groupama-FDJ \| + 8 s \| \| \| 7.º \| Gijs Van Hoecke \| CCC Team \| + 8 s \| \| \| 8.º \| Lilian Calmejane \| Total Direct Énergie \| + 8 s \| \| \| 9.º \| Arthur Vichot \| B&B Hotels-Vital Concept p/b KTM \| + 8 s \| \| \| 10.º \| Flavien Maurelet \| Saint Michel-Auber 93 \| + 13 s \| \| |                   |                                  |                 |
| |                   |                                  |                 |
| Fuente: ProCyclingStats |                   |                                  |                 |
| Clasificación de la etapa |                   |                                  |                 |
| Ciclista | Ciclista          | Equipo                           | Tiempo          |
| 1.º | Alexys Brunel     | Groupama-FDJ                     | 3 h 20 min 43 s |
| 2.º | Benoît Cosnefroy  | AG2R La Mondiale                 | + 1 s           |
| 3.º | Edward Planckaert | Sport Vlaanderen-Baloise         | + 3 s           |
| 4.º | Alex Kirsch       | Trek-Segafredo                   | + 5 s           |
| 5.º | Scott Thwaites    | Alpecin-Fenix                    | + 8 s           |
| 6.º | Kevin Geniets     | Groupama-FDJ                     | + 8 s           |
| 7.º | Gijs Van Hoecke   | CCC Team                         | + 8 s           |
| 8.º | Lilian Calmejane  | Total Direct Énergie             | + 8 s           |
| 9.º | Arthur Vichot     | B&B Hotels-Vital Concept p/b KTM | + 8 s           |
| 10.º | Flavien Maurelet  | Saint Michel-Auber 93            | + 13 s          |

| \| Clasificación general \| Clasificación general \| Clasificación general \| Clasificación general \| Clasificación general \| \| Ciclista \| Ciclista \| Equipo \| Tiempo \| \| \| --------------------- \| --------------------- \| -------------------------------- \| --------------------- \| --------------------- \| \| 1.º \| Alexys Brunel \| Groupama-FDJ \| 3 h 20 min 43 s \| \| \| 2.º \| Benoît Cosnefroy \| AG2R La Mondiale \| + 3 s \| \| \| 3.º \| Edward Planckaert \| Sport Vlaanderen-Baloise \| + 10 s \| \| \| 4.º \| Alex Kirsch \| Trek-Segafredo \| + 16 s \| \| \| 5.º \| Kevin Geniets \| Groupama-FDJ \| + 17 s \| \| \| 6.º \| Scott Thwaites \| Alpecin-Fenix \| + 19 s \| \| \| 7.º \| Gijs Van Hoecke \| CCC Team \| + 19 s \| \| \| 8.º \| Lilian Calmejane \| Total Direct Énergie \| + 19 s \| \| \| 9.º \| Arthur Vichot \| B&B Hotels-Vital Concept p/b KTM \| + 19 s \| \| \| 10.º \| Flavien Maurelet \| Saint Michel-Auber 93 \| + 24 s \| \| |                   |                                  |                 |
| |                   |                                  |                 |
| Fuente: ProCyclingStats |                   |                                  |                 |
| Clasificación general |                   |                                  |                 |
| Ciclista | Ciclista          | Equipo                           | Tiempo          |
| 1.º | Alexys Brunel     | Groupama-FDJ                     | 3 h 20 min 43 s |
| 2.º | Benoît Cosnefroy  | AG2R La Mondiale                 | + 3 s           |
| 3.º | Edward Planckaert | Sport Vlaanderen-Baloise         | + 10 s          |
| 4.º | Alex Kirsch       | Trek-Segafredo                   | + 16 s          |
| 5.º | Kevin Geniets     | Groupama-FDJ                     | + 17 s          |
| 6.º | Scott Thwaites    | Alpecin-Fenix                    | + 19 s          |
| 7.º | Gijs Van Hoecke   | CCC Team                         | + 19 s          |
| 8.º | Lilian Calmejane  | Total Direct Énergie             | + 19 s          |
| 9.º | Arthur Vichot     | B&B Hotels-Vital Concept p/b KTM | + 19 s          |
| 10.º | Flavien Maurelet  | Saint Michel-Auber 93            | + 24 s          |

### 2.ª etapa
| Milhaud - Poulx | etapa escarpada | (158,31 km) |

| \| Clasificación de la etapa \| Clasificación de la etapa \| Clasificación de la etapa \| Clasificación de la etapa \| Clasificación de la etapa \| \| Ciclista \| Ciclista \| Equipo \| Tiempo \| \| \| ------------------------- \| ------------------------- \| ----------------------------------- \| ------------------------- \| ------------------------- \| \| 1.º \| Magnus Cort \| EF Pro Cycling \| 3 h 47 min 46 s \| \| \| 2.º \| Edvald Boasson Hagen \| NTT Pro Cycling \| + 0 s \| \| \| 3.º \| Tom Devriendt \| Circus-Wanty Gobert \| + 0 s \| \| \| 4.º \| Anthony Turgis \| Total Direct Énergie \| + 0 s \| \| \| 5.º \| Emiel Vermeulen \| Natura4Ever-Roubaix Lille Métropole \| + 0 s \| \| \| 6.º \| Alexander Krieger \| Alpecin-Fenix \| + 0 s \| \| \| 7.º \| Pierre Barbier \| Nippo-Delko One Provence \| + 0 s \| \| \| 8.º \| Clément Venturini \| AG2R La Mondiale \| + 0 s \| \| \| 9.º \| Roy Jans \| Alpecin-Fenix \| + 0 s \| \| \| 10.º \| Biniam Girmay \| Nippo-Delko One Provence \| + 0 s \| \| |                      |                                     |                 |
| |                      |                                     |                 |
| Fuente: ProCyclingStats |                      |                                     |                 |
| Clasificación de la etapa |                      |                                     |                 |
| Ciclista | Ciclista             | Equipo                              | Tiempo          |
| 1.º | Magnus Cort          | EF Pro Cycling                      | 3 h 47 min 46 s |
| 2.º | Edvald Boasson Hagen | NTT Pro Cycling                     | + 0 s           |
| 3.º | Tom Devriendt        | Circus-Wanty Gobert                 | + 0 s           |
| 4.º | Anthony Turgis       | Total Direct Énergie                | + 0 s           |
| 5.º | Emiel Vermeulen      | Natura4Ever-Roubaix Lille Métropole | + 0 s           |
| 6.º | Alexander Krieger    | Alpecin-Fenix                       | + 0 s           |
| 7.º | Pierre Barbier       | Nippo-Delko One Provence            | + 0 s           |
| 8.º | Clément Venturini    | AG2R La Mondiale                    | + 0 s           |
| 9.º | Roy Jans             | Alpecin-Fenix                       | + 0 s           |
| 10.º | Biniam Girmay        | Nippo-Delko One Provence            | + 0 s           |

| \| Clasificación general \| Clasificación general \| Clasificación general \| Clasificación general \| Clasificación general \| \| Ciclista \| Ciclista \| Equipo \| Tiempo \| \| \| --------------------- \| --------------------- \| -------------------------------- \| --------------------- \| --------------------- \| \| 1.º \| Alexys Brunel \| Groupama-FDJ \| 7 h 08 min 18 s \| \| \| 2.º \| Benoît Cosnefroy \| AG2R La Mondiale \| + 3 s \| \| \| 3.º \| Edward Planckaert \| Sport Vlaanderen-Baloise \| + 10 s \| \| \| 4.º \| Alex Kirsch \| Trek-Segafredo \| + 16 s \| \| \| 5.º \| Kevin Geniets \| Groupama-FDJ \| + 17 s \| \| \| 6.º \| Gijs Van Hoecke \| CCC Team \| + 19 s \| \| \| 7.º \| Lilian Calmejane \| Total Direct Énergie \| + 19 s \| \| \| 8.º \| Scott Thwaites \| Alpecin-Fenix \| + 19 s \| \| \| 9.º \| Arthur Vichot \| B&B Hotels-Vital Concept p/b KTM \| + 19 s \| \| \| 10.º \| Flavien Maurelet \| Saint Michel-Auber 93 \| + 24 s \| \| |                   |                                  |                 |
| |                   |                                  |                 |
| Fuente: ProCyclingStats |                   |                                  |                 |
| Clasificación general |                   |                                  |                 |
| Ciclista | Ciclista          | Equipo                           | Tiempo          |
| 1.º | Alexys Brunel     | Groupama-FDJ                     | 7 h 08 min 18 s |
| 2.º | Benoît Cosnefroy  | AG2R La Mondiale                 | + 3 s           |
| 3.º | Edward Planckaert | Sport Vlaanderen-Baloise         | + 10 s          |
| 4.º | Alex Kirsch       | Trek-Segafredo                   | + 16 s          |
| 5.º | Kevin Geniets     | Groupama-FDJ                     | + 17 s          |
| 6.º | Gijs Van Hoecke   | CCC Team                         | + 19 s          |
| 7.º | Lilian Calmejane  | Total Direct Énergie             | + 19 s          |
| 8.º | Scott Thwaites    | Alpecin-Fenix                    | + 19 s          |
| 9.º | Arthur Vichot     | B&B Hotels-Vital Concept p/b KTM | + 19 s          |
| 10.º | Flavien Maurelet  | Saint Michel-Auber 93            | + 24 s          |

### 3.ª etapa
| Bessèges - Bessèges | etapa escarpada | (162,24 km) |

| \| Clasificación de la etapa \| Clasificación de la etapa \| Clasificación de la etapa \| Clasificación de la etapa \| Clasificación de la etapa \| \| Ciclista \| Ciclista \| Equipo \| Tiempo \| \| \| ------------------------- \| ------------------------- \| ----------------------------------- \| ------------------------- \| ------------------------- \| \| 1.º \| Dries De Bondt \| Alpecin-Fenix \| 3 h 54 min 56 s \| \| \| 2.º \| Georg Zimmermann \| CCC Team \| + 0 s \| \| \| 3.º \| Magnus Cort \| EF Pro Cycling \| + 2 s \| \| \| 4.º \| Roy Jans \| Alpecin-Fenix \| + 2 s \| \| \| 5.º \| Clément Venturini \| AG2R La Mondiale \| + 2 s \| \| \| 6.º \| Emiel Vermeulen \| Natura4Ever-Roubaix Lille Métropole \| + 2 s \| \| \| 7.º \| Tom Devriendt \| Circus-Wanty Gobert \| + 2 s \| \| \| 8.º \| Lionel Taminiaux \| Bingoal-Wallonie Bruxelles \| + 2 s \| \| \| 9.º \| Robbe Ghys \| Sport Vlaanderen-Baloise \| + 2 s \| \| \| 10.º \| Nicolò Parisini \| Beltrami TSA-Marchiol \| + 2 s \| \| |                   |                                     |                 |
| |                   |                                     |                 |
| Fuente: ProCyclingStats |                   |                                     |                 |
| Clasificación de la etapa |                   |                                     |                 |
| Ciclista | Ciclista          | Equipo                              | Tiempo          |
| 1.º | Dries De Bondt    | Alpecin-Fenix                       | 3 h 54 min 56 s |
| 2.º | Georg Zimmermann  | CCC Team                            | + 0 s           |
| 3.º | Magnus Cort       | EF Pro Cycling                      | + 2 s           |
| 4.º | Roy Jans          | Alpecin-Fenix                       | + 2 s           |
| 5.º | Clément Venturini | AG2R La Mondiale                    | + 2 s           |
| 6.º | Emiel Vermeulen   | Natura4Ever-Roubaix Lille Métropole | + 2 s           |
| 7.º | Tom Devriendt     | Circus-Wanty Gobert                 | + 2 s           |
| 8.º | Lionel Taminiaux  | Bingoal-Wallonie Bruxelles          | + 2 s           |
| 9.º | Robbe Ghys        | Sport Vlaanderen-Baloise            | + 2 s           |
| 10.º | Nicolò Parisini   | Beltrami TSA-Marchiol               | + 2 s           |

| \| Clasificación general \| Clasificación general \| Clasificación general \| Clasificación general \| Clasificación general \| \| Ciclista \| Ciclista \| Equipo \| Tiempo \| \| \| --------------------- \| --------------------- \| -------------------------------- \| --------------------- \| --------------------- \| \| 1.º \| Alexys Brunel \| Groupama-FDJ \| 11 h 03 min 16 s \| \| \| 2.º \| Benoît Cosnefroy \| AG2R La Mondiale \| + 3 s \| \| \| 3.º \| Edward Planckaert \| Sport Vlaanderen-Baloise \| + 10 s \| \| \| 4.º \| Alex Kirsch \| Trek-Segafredo \| + 16 s \| \| \| 5.º \| Kevin Geniets \| Groupama-FDJ \| + 17 s \| \| \| 6.º \| Scott Thwaites \| Alpecin-Fenix \| + 19 s \| \| \| 7.º \| Gijs Van Hoecke \| CCC Team \| + 19 s \| \| \| 8.º \| Lilian Calmejane \| Total Direct Énergie \| + 19 s \| \| \| 9.º \| Arthur Vichot \| B&B Hotels-Vital Concept p/b KTM \| + 19 s \| \| \| 10.º \| Flavien Maurelet \| Saint Michel-Auber 93 \| + 24 s \| \| |                   |                                  |                  |
| |                   |                                  |                  |
| Fuente: ProCyclingStats |                   |                                  |                  |
| Clasificación general |                   |                                  |                  |
| Ciclista | Ciclista          | Equipo                           | Tiempo           |
| 1.º | Alexys Brunel     | Groupama-FDJ                     | 11 h 03 min 16 s |
| 2.º | Benoît Cosnefroy  | AG2R La Mondiale                 | + 3 s            |
| 3.º | Edward Planckaert | Sport Vlaanderen-Baloise         | + 10 s           |
| 4.º | Alex Kirsch       | Trek-Segafredo                   | + 16 s           |
| 5.º | Kevin Geniets     | Groupama-FDJ                     | + 17 s           |
| 6.º | Scott Thwaites    | Alpecin-Fenix                    | + 19 s           |
| 7.º | Gijs Van Hoecke   | CCC Team                         | + 19 s           |
| 8.º | Lilian Calmejane  | Total Direct Énergie             | + 19 s           |
| 9.º | Arthur Vichot     | B&B Hotels-Vital Concept p/b KTM | + 19 s           |
| 10.º | Flavien Maurelet  | Saint Michel-Auber 93            | + 24 s           |

### 4.ª etapa
| puente del Gard - Mont Bouquet | etapa escarpada | (139,68 km) |

| \| Clasificación de la etapa \| Clasificación de la etapa \| Clasificación de la etapa \| Clasificación de la etapa \| Clasificación de la etapa \| \| Ciclista \| Ciclista \| Equipo \| Tiempo \| \| \| ------------------------- \| ------------------------- \| -------------------------- \| ------------------------- \| ------------------------- \| \| 1.º \| Ben O'Connor \| NTT Pro Cycling \| 3 h 20 min 29 s \| \| \| 2.º \| Simon Clarke \| EF Pro Cycling \| + 16 s \| \| \| 3.º \| Kamil Małecki \| CCC Team \| + 16 s \| \| \| 4.º \| Alberto Bettiol \| EF Pro Cycling \| + 26 s \| \| \| 5.º \| Benoît Cosnefroy \| AG2R La Mondiale \| + 29 s \| \| \| 6.º \| Diego Rosa \| Arkéa-Samsic \| + 33 s \| \| \| 7.º \| Laurens Huys \| Bingoal-Wallonie Bruxelles \| + 36 s \| \| \| 8.º \| Nicolas Edet \| Cofidis \| + 36 s \| \| \| 9.º \| Aurélien Paret-Peintre \| AG2R La Mondiale \| + 38 s \| \| \| 10.º \| Daniel Méndez \| Equipo Kern Pharma \| + 41 s \| \| |                        |                            |                 |
| |                        |                            |                 |
| Fuente: ProCyclingStats |                        |                            |                 |
| Clasificación de la etapa |                        |                            |                 |
| Ciclista | Ciclista               | Equipo                     | Tiempo          |
| 1.º | Ben O'Connor           | NTT Pro Cycling            | 3 h 20 min 29 s |
| 2.º | Simon Clarke           | EF Pro Cycling             | + 16 s          |
| 3.º | Kamil Małecki          | CCC Team                   | + 16 s          |
| 4.º | Alberto Bettiol        | EF Pro Cycling             | + 26 s          |
| 5.º | Benoît Cosnefroy       | AG2R La Mondiale           | + 29 s          |
| 6.º | Diego Rosa             | Arkéa-Samsic               | + 33 s          |
| 7.º | Laurens Huys           | Bingoal-Wallonie Bruxelles | + 36 s          |
| 8.º | Nicolas Edet           | Cofidis                    | + 36 s          |
| 9.º | Aurélien Paret-Peintre | AG2R La Mondiale           | + 38 s          |
| 10.º | Daniel Méndez          | Equipo Kern Pharma         | + 41 s          |

| \| Clasificación general \| Clasificación general \| Clasificación general \| Clasificación general \| Clasificación general \| \| Ciclista \| Ciclista \| Equipo \| Tiempo \| \| \| --------------------- \| ---------------------- \| -------------------------- \| --------------------- \| --------------------- \| \| 1.º \| Benoît Cosnefroy \| AG2R La Mondiale \| 14 h 24 min 17 s \| \| \| 2.º \| Alexys Brunel \| Groupama-FDJ \| + 24 s \| \| \| 3.º \| Alberto Bettiol \| EF Pro Cycling \| + 40 s \| \| \| 4.º \| Lilian Calmejane \| Total Direct Énergie \| + 43 s \| \| \| 5.º \| Kevin Geniets \| Groupama-FDJ \| + 45 s \| \| \| 6.º \| Edward Planckaert \| Sport Vlaanderen-Baloise \| + 1 min 12 s \| \| \| 7.º \| Aurélien Paret-Peintre \| AG2R La Mondiale \| + 1 min 25 s \| \| \| 8.º \| Laurens Huys \| Bingoal-Wallonie Bruxelles \| + 1 min 28 s \| \| \| 9.º \| Damien Touzé \| Cofidis \| + 1 min 29 s \| \| \| 10.º \| Daniel Méndez \| Equipo Kern Pharma \| + 1 min 33 s \| \| |                        |                            |                  |
| |                        |                            |                  |
| Fuente: ProCyclingStats |                        |                            |                  |
| Clasificación general |                        |                            |                  |
| Ciclista | Ciclista               | Equipo                     | Tiempo           |
| 1.º | Benoît Cosnefroy       | AG2R La Mondiale           | 14 h 24 min 17 s |
| 2.º | Alexys Brunel          | Groupama-FDJ               | + 24 s           |
| 3.º | Alberto Bettiol        | EF Pro Cycling             | + 40 s           |
| 4.º | Lilian Calmejane       | Total Direct Énergie       | + 43 s           |
| 5.º | Kevin Geniets          | Groupama-FDJ               | + 45 s           |
| 6.º | Edward Planckaert      | Sport Vlaanderen-Baloise   | + 1 min 12 s     |
| 7.º | Aurélien Paret-Peintre | AG2R La Mondiale           | + 1 min 25 s     |
| 8.º | Laurens Huys           | Bingoal-Wallonie Bruxelles | + 1 min 28 s     |
| 9.º | Damien Touzé           | Cofidis                    | + 1 min 29 s     |
| 10.º | Daniel Méndez          | Equipo Kern Pharma         | + 1 min 33 s     |

### 5.ª etapa
| Alès - Alès | contrarreloj individual | (10,88 km) |

| \| Clasificación de la etapa \| Clasificación de la etapa \| Clasificación de la etapa \| Clasificación de la etapa \| Clasificación de la etapa \| \| Ciclista \| Ciclista \| Equipo \| Tiempo \| \| \| ------------------------- \| ------------------------- \| ------------------------- \| ------------------------- \| ------------------------- \| \| 1.º \| Alberto Bettiol \| EF Pro Cycling \| 15 min 13 s \| \| \| 2.º \| Magnus Cort \| EF Pro Cycling \| + 9 s \| \| \| 3.º \| Pierre Latour \| AG2R La Mondiale \| + 15 s \| \| \| 4.º \| Alexys Brunel \| Groupama-FDJ \| + 17 s \| \| \| 5.º \| Michael Valgren \| NTT Pro Cycling \| + 24 s \| \| \| 6.º \| Ben O'Connor \| NTT Pro Cycling \| + 25 s \| \| \| 7.º \| Benoît Cosnefroy \| AG2R La Mondiale \| + 27 s \| \| \| 8.º \| Aurélien Paret-Peintre \| AG2R La Mondiale \| + 28 s \| \| \| 9.º \| Edvald Boasson Hagen \| NTT Pro Cycling \| + 29 s \| \| \| 10.º \| Kamil Małecki \| CCC Team \| + 31 s \| \| |                        |                  |             |
| |                        |                  |             |
| Fuente: ProCyclingStats |                        |                  |             |
| Clasificación de la etapa |                        |                  |             |
| Ciclista | Ciclista               | Equipo           | Tiempo      |
| 1.º | Alberto Bettiol        | EF Pro Cycling   | 15 min 13 s |
| 2.º | Magnus Cort            | EF Pro Cycling   | + 9 s       |
| 3.º | Pierre Latour          | AG2R La Mondiale | + 15 s      |
| 4.º | Alexys Brunel          | Groupama-FDJ     | + 17 s      |
| 5.º | Michael Valgren        | NTT Pro Cycling  | + 24 s      |
| 6.º | Ben O'Connor           | NTT Pro Cycling  | + 25 s      |
| 7.º | Benoît Cosnefroy       | AG2R La Mondiale | + 27 s      |
| 8.º | Aurélien Paret-Peintre | AG2R La Mondiale | + 28 s      |
| 9.º | Edvald Boasson Hagen   | NTT Pro Cycling  | + 29 s      |
| 10.º | Kamil Małecki          | CCC Team         | + 31 s      |

## Clasificaciones finales
- Las clasificaciones finalizaron de la siguiente forma:[4]

### Clasificación general
| \| Clasificación general \| Clasificación general \| Clasificación general \| Clasificación general \| Clasificación general \| \| Ciclista \| Ciclista \| Equipo \| Tiempo \| \| \| --------------------- \| ---------------------- \| -------------------------------- \| --------------------- \| --------------------- \| \| 1.º \| Benoît Cosnefroy \| AG2R La Mondiale \| 14 h 39 min 57 s \| \| \| 2.º \| Alberto Bettiol \| EF Pro Cycling \| + 13 s \| \| \| 3.º \| Alexys Brunel \| Groupama-FDJ \| + 14 s \| \| \| 4.º \| Kevin Geniets \| Groupama-FDJ \| + 1 min 02 s \| \| \| 5.º \| Lilian Calmejane \| Total Direct Énergie \| + 1 min 05 s \| \| \| 6.º \| Aurélien Paret-Peintre \| AG2R La Mondiale \| + 1 min 26 s \| \| \| 7.º \| Damien Touzé \| Cofidis \| + 1 min 45 s \| \| \| 8.º \| Aimé De Gendt \| Circus-Wanty Gobert \| + 2 min 14 s \| \| \| 9.º \| Jimmy Janssens \| Alpecin-Fenix \| + 2 min 17 s \| \| \| 10.º \| Edward Planckaert \| Sport Vlaanderen-Baloise \| + 2 min 19 s \| \| \| 11.º \| Valentin Madouas \| Groupama-FDJ \| + 2 min 21 s \| \| \| 12.º \| Xandro Meurisse \| Circus-Wanty Gobert \| + 2 min 22 s \| \| \| 13.º \| Arthur Vichot \| B&B Hotels-Vital Concept p/b KTM \| + 2 min 22 s \| \| \| 14.º \| Anthony Perez \| Cofidis \| + 2 min 28 s \| \| \| 15.º \| Laurens Huys \| Bingoal-Wallonie Bruxelles \| + 2 min 33 s \| \| |                        |                                  |                  |
| |                        |                                  |                  |
| Fuente: ProCyclingStats |                        |                                  |                  |
| Clasificación general |                        |                                  |                  |
| Ciclista | Ciclista               | Equipo                           | Tiempo           |
| 1.º | Benoît Cosnefroy       | AG2R La Mondiale                 | 14 h 39 min 57 s |
| 2.º | Alberto Bettiol        | EF Pro Cycling                   | + 13 s           |
| 3.º | Alexys Brunel          | Groupama-FDJ                     | + 14 s           |
| 4.º | Kevin Geniets          | Groupama-FDJ                     | + 1 min 02 s     |
| 5.º | Lilian Calmejane       | Total Direct Énergie             | + 1 min 05 s     |
| 6.º | Aurélien Paret-Peintre | AG2R La Mondiale                 | + 1 min 26 s     |
| 7.º | Damien Touzé           | Cofidis                          | + 1 min 45 s     |
| 8.º | Aimé De Gendt          | Circus-Wanty Gobert              | + 2 min 14 s     |
| 9.º | Jimmy Janssens         | Alpecin-Fenix                    | + 2 min 17 s     |
| 10.º | Edward Planckaert      | Sport Vlaanderen-Baloise         | + 2 min 19 s     |
| 11.º | Valentin Madouas       | Groupama-FDJ                     | + 2 min 21 s     |
| 12.º | Xandro Meurisse        | Circus-Wanty Gobert              | + 2 min 22 s     |
| 13.º | Arthur Vichot          | B&B Hotels-Vital Concept p/b KTM | + 2 min 22 s     |
| 14.º | Anthony Perez          | Cofidis                          | + 2 min 28 s     |
| 15.º | Laurens Huys           | Bingoal-Wallonie Bruxelles       | + 2 min 33 s     |

### Clasificación de la montaña
| Clasificación de la montaña | Clasificación de la montaña | Clasificación de la montaña      | Clasificación de la montaña | Clasificación de la montaña |
| Ciclista                    | Ciclista                    | Equipo                           | Puntos                      |                             |
| --------------------------- | --------------------------- | -------------------------------- | --------------------------- | --------------------------- |
| 1.º                         | Georg Zimmermann            | CCC Team                         | 28 pts                      |                             |
| 2.º                         | Martí Márquez               | Equipo Kern Pharma               | 22 pts                      |                             |
| 3.º                         | Simon Clarke                | EF Pro Cycling                   | 18 pts                      |                             |
| 4.º                         | Ben O'Connor                | NTT Pro Cycling                  | 14 pts                      |                             |
| 5.º                         | Maxime Cam                  | B&B Hotels-Vital Concept p/b KTM | 14 pts                      |                             |
| 6.º                         | Benoît Cosnefroy            | AG2R La Mondiale                 | 12 pts                      |                             |
| 7.º                         | Pierre Latour               | AG2R La Mondiale                 | 10 pts                      |                             |
| 8.º                         | Dimitri Claeys              | Cofidis                          | 10 pts                      |                             |
| 9.º                         | Kevin Geniets               | Groupama-FDJ                     | 10 pts                      |                             |
| 10.º                        | Kamil Małecki               | CCC Team                         | 10 pts                      |                             |

### Clasificación de los puntos
| Clasificación por puntos | Clasificación por puntos | Clasificación por puntos | Clasificación por puntos | Clasificación por puntos |
| Ciclista                 | Ciclista                 | Equipo                   | Puntos                   |                          |
| ------------------------ | ------------------------ | ------------------------ | ------------------------ | ------------------------ |
| 1.º                      | Magnus Cort              | EF Pro Cycling           | 66 pts                   |                          |
| 2.º                      | Benoît Cosnefroy         | AG2R La Mondiale         | 47 pts                   |                          |
| 3.º                      | Alexys Brunel            | Groupama-FDJ             | 44 pts                   |                          |
| 4.º                      | Alberto Bettiol          | EF Pro Cycling           | 39 pts                   |                          |
| 5.º                      | Ben O'Connor             | NTT Pro Cycling          | 37 pts                   |                          |
| 6.º                      | Edvald Boasson Hagen     | NTT Pro Cycling          | 31 pts                   |                          |
| 7.º                      | Georg Zimmermann         | CCC Team                 | 28 pts                   |                          |
| 8.º                      | Dries De Bondt           | Alpecin-Fenix            | 27 pts                   |                          |
| 9.º                      | Tom Devriendt            | Circus-Wanty Gobert      | 25 pts                   |                          |
| 10.º                     | Kamil Małecki            | CCC Team                 | 22 pts                   |                          |

### Clasificación de los jóvenes
| Clasificación del mejor joven | Clasificación del mejor joven | Clasificación del mejor joven | Clasificación del mejor joven | Clasificación del mejor joven |
| Ciclista                      | Ciclista                      | Equipo                        | Tiempo                        |                               |
| ----------------------------- | ----------------------------- | ----------------------------- | ----------------------------- | ----------------------------- |
| 1.º                           | Alexys Brunel                 | Groupama-FDJ                  | 14 h 40 min 11 s              |                               |
| 2.º                           | Kevin Geniets                 | Groupama-FDJ                  | + 48 s                        |                               |
| 3.º                           | Laurens Huys                  | Bingoal-Wallonie Bruxelles    | + 2 min 19 s                  |                               |
| 4.º                           | Daniel Méndez                 | Equipo Kern Pharma            | + 2 min 19 s                  |                               |
| 5.º                           | Thibault Guernalec            | Arkéa-Samsic                  | + 2 min 28 s                  |                               |
| 6.º                           | Mathieu Burgaudeau            | Total Direct Énergie          | + 2 min 58 s                  |                               |
| 7.º                           | Ibon Ruiz                     | Equipo Kern Pharma            | + 3 min 22 s                  |                               |
| 8.º                           | Georg Zimmermann              | CCC Team                      | + 3 min 59 s                  |                               |
| 9.º                           | Biniam Girmay                 | Nippo-Delko One Provence      | + 4 min 25 s                  |                               |
| 10.º                          | Quinn Simmons                 | Trek-Segafredo                | + 5 min 08 s                  |                               |

### Clasificación por equipos
| Clasificación por equipos | Clasificación por equipos        | Clasificación por equipos | Clasificación por equipos |
| Equipo                    | Equipo                           | Tiempo                    |                           |
| ------------------------- | -------------------------------- | ------------------------- | ------------------------- |
| 1.º                       | EF Pro Cycling                   | 44 h 01 min 40 s          |                           |
| 2.º                       | AG2R La Mondiale                 | + 1 min 03 s              |                           |
| 3.º                       | Groupama-FDJ                     | + 1 min 21 s              |                           |
| 4.º                       | CCC Team                         | + 3 min 55 s              |                           |
| 5.º                       | Cofidis                          | + 4 min 27 s              |                           |
| 6.º                       | Alpecin-Fenix                    | + 6 min 04 s              |                           |
| 7.º                       | Total Direct Énergie             | + 6 min 32 s              |                           |
| 8.º                       | Arkéa-Samsic                     | + 6 min 57 s              |                           |
| 9.º                       | B&B Hotels-Vital Concept p/b KTM | + 7 min 27 s              |                           |
| 10.º                      | NTT Pro Cycling                  | + 9 min 33 s              |                           |

## Evolución de las clasificaciones
| Etapa                   | Vencedor                | Clasificación general | Clasificación de la montaña | Clasificación de los puntos | Clasificación de los jóvenes | Clasificación por equipos |
| ----------------------- | ----------------------- | --------------------- | --------------------------- | --------------------------- | ---------------------------- | ------------------------- |
| 1.ª                     | Alexys Brunel           | Alexys Brunel         | Georg Zimmermann            | Alexys Brunel               | Alexys Brunel                | Groupama-FDJ              |
| 2.ª                     | Magnus Cort             | Alexys Brunel         | Georg Zimmermann            | Alexys Brunel               | Alexys Brunel                | Groupama-FDJ              |
| 3.ª                     | Dries De Bondt          | Alexys Brunel         | Georg Zimmermann            | Magnus Cort                 | Alexys Brunel                | Groupama-FDJ              |
| 4.ª                     | Ben O'Connor            | Benoît Cosnefroy      | Georg Zimmermann            | Magnus Cort                 | Alexys Brunel                | EF                        |
| 5.ª                     | Alberto Bettiol         | Benoît Cosnefroy      | Georg Zimmermann            | Magnus Cort                 | Alexys Brunel                | EF                        |
| Clasificaciones finales | Clasificaciones finales | Benoît Cosnefroy      | Georg Zimmermann            | Magnus Cort                 | Alexys Brunel                | EF                        |

## Ciclistas participantes y posiciones finales
Convenciones:
- AB-N: Abandono en la etapa "N"
- FLT-N: Retiro por llegada fuera del límite de tiempo en la etapa "N"
- NTS-N: No tomó la salida para la etapa "N"
- DES-N: Descalificado o expulsado en la etapa "N"

## UCI World Ranking
La Estrella de Bessèges otorgó puntos para el UCI World Ranking para corredores de los equipos en las categorías UCI WorldTeam, UCI ProTeam y Continental. Las siguientes tablas son el baremo de puntuación y los 10 corredores que obtuvieron más puntos:
| Posición              | 1.º | 2.º | 3.º | 4.º | 5.º | 6.º | 7.º | 8.º | 9.º | 10.º | 11.º | 12.º | 13.º-15.º | 16.º-25.º |
| Clasificación general | 125 | 85  | 70  | 60  | 50  | 40  | 35  | 30  | 25  | 20   | 15   | 10   | 5         | 3         |
| Por etapa             | 14  | 5   | 3   |     |     |     |     |     |     |      |      |      |           |           |
| Líder                 | 3   |     |     |     |     |     |     |     |     |      |      |      |           |           |

| Clasificación |                        |                            |         |       |       |       |
| Posición      | Ciclista               | Equipo                     | General | Etapa | Líder | Total |
| ------------- | ---------------------- | -------------------------- | ------- | ----- | ----- | ----- |
| 1.º           | Benoît Cosnefroy       | AG2R La Mondiale           | 125     | 5     | 3     | 133   |
| 2.º           | Alberto Bettiol        | EF                         | 85      | 14    | -     | 99    |
| 3.º           | Alexys Brunel          | Groupama-FDJ               | 70      | 14    | 9     | 93    |
| 4.º           | Kevin Geniets          | Groupama-FDJ               | 60      | -     | -     | 60    |
| 5.º           | Lilian Calmejane       | Total Direct Énergie       | 50      | -     | -     | 50    |
| 6.º           | Aurélien Paret-Peintre | AG2R La Mondiale           | 40      | -     | -     | 40    |
| 7.º           | Damien Touzé           | Cofidis, Solutions Crédits | 35      | -     | -     | 35    |
| 8.º           | Aimé De Gendt          | Circus-Wanty Gobert        | 30      | -     | -     | 30    |
| 9.º           | Jimmy Janssens         | Alpecin-Fenix              | 25      | -     | -     | 25    |
| 10.º          | Edward Planckaert      | Sport Vlaanderen-Baloise   | 20      | 3     | -     | 23    |